# Moldova-03 Ungheni
Moldova-03 Ungheni (rum. Club Sportiv Moldova-03 Ungheni) – mołdawski klub piłkarski z siedzibą w Ungheni.

## Historia
Chronologia nazw:
- 1954—1991: Locomotiva Ungheni (ros. «Локомотив» Унгены)
- 1992—1997: Attila Ungheni
- 2003—2007: Moldova-03 Ungheni
- 2007—2008: FCM Ungheni
- 2008—2011: Olimp Ungheni
- 2011—...: Moldova-03 Ungheni

Drużyna piłkarska Locomotiva Ungheni została założona w mieście Ungheni w 1954. Do uzyskania niepodległości Mołdawii występował w rozgrywkach lokalnych. W 1995/96 pod nazwą Attila Ungheni startował w Divizia A, w której zajął 3. miejsce i w barażach zdobył awans do pierwszej ligi. W 1996 debiutował w Divizia Națională, ale zajął ostatnie 16. miejsce i spadł z powrotem do Divizia A. Jednak przed startem nowego sezonu klub wycofał się z rozgrywek i został rozwiązany.
Dopiero w 2003 klub został reaktywowany jako Moldova-03 Ungheni. W sezonie 2005/06 ponownie startował w Divizia A. W 2007 zmienił nazwę na FCM Ungheni, a w 2008 na Olimp Ungheni. Latem 2011 powrócił do nazwy Moldova-03 Ungheni.

## Sukcesy
- 1/64 finału Pucharu ZSRR: 1954
- 16 miejsce w Divizia Națională: 1996/1997
- 3 miejsce w Divizia A: 1993/96
- 1/8 finału Pucharu Mołdawii: 1996/97